# Ina Wroldsen
Ina Wroldsen, née le 29 mai 1984 à Sandefjord, est une auteure-compositrice-interprète norvégienne.
Elle est connue pour être la coauteure de la chanson Impossible et pour avoir chanté le titre de Calvin Harris How Deep Is Your Love, une chanson qu'elle a coécrite avec Calvin Harris et Disciples (n’étant pas créditée).
En 2016, elle chante le titre Places de Martin Solveig.
Parmi les interprètes internationaux ayant interprété des chansons qu'elle a écrites ou coécrites, il est possible de citer aussi : Britney Spears, Zara Larsson, Shakira, Jess Glynne, Clean Bandit, Sean Paul, Rag 'n' Bone Man, Demi Lovato, Tinie Tempah, Tinashe, Little Mix, The Pussycat Dolls, Leona Lewis, The Saturdays, One Direction…

## Discographie

### Albums studios
- 2018 : Hex
- 2021 : Matters of the Mind
- 2025 : Hver Gang Vi Møtes 2025

### Apparitions
- 2016 : We Stand Up de Kat Krazy feat. Ina Wroldsen
- 2016 : Places de Martin Solveig feat. Ina Wroldsen
- 2017 : Breathe de Jax Jones feat. Ina Wroldsen
- 2018 : Lie to Me de Steve Aoki feat. Ina Wroldsen
- 2019 : I Feel Ya de Cheat Codes feat. Ina Wroldsen et Danny Quest

### Musiques écrites et coécrite pour d'autres artistes
- 2008 : If This Is Love pour The Saturdays
- 2008 : Up pour The Saturdays
- 2009 : Hush Hush; Hush Hush pour The Pussycat Dolls
- 2009 : Work pour The Saturdays
- 2009 : Ego pour The Saturdays
- 2010 : Impossible pour Shontelle
- 2010 : Gravity pour Pixie Lott
- 2010 : I Love You pour Tone Damli
- 2010 : Higher pour The Saturdays feat. Flo Rida
- 2011 : You Make Me Feel… pour Cobra Starship feat. Sabi
- 2011 : Notorious pour The Saturdays
- 2011 : My Heart Takes Over pour The Saturdays
- 2012 : Twilight pour Cover Drive
- 2012 : I Found You pour The Wanted
- 2012 : Impossible pour James Arthur
- 2013 : Bombo pour Adelén
- 2013 : Recovery pour James Arthur
- 2014 : Empire pour Shakira
- 2014 : Sirens pour Cher Lloyd
- 2014 : Olé pour Adelén
- 2014 : Lullaby pour Professor Green feat. Tori Kelly
- 2015 : Hold My Hand pour Jess Glynne
- 2015 : Adore pour Jasmine Thompson
- 2015 : How Deep Is Your Love pour Calvin Harris & Disciples
- 2016 : Alarm pour Anne-Marie
- 2016 : Rockabye pour Clean Bandit feat. Sean Paul & Anne-Marie
- 2017 : Text from Your Ex pour Tinie Tempah feat. Tinashe
- 2017 : Symphony pour Clean Bandit feat. Zara Larsson
- 2017 : Then pour Anne-Marie
- 2018 : Mad Love pour Sean Paul & David Guetta feat. Becky G
- 2024 : Never Be Lonely pour Jax Jones & Zoe Wees

## Distinctions
- Succès international de l'année au Spellemannprisen 2018[1]
- Auteur de l'année au Spellemannprisen 2019 pour Hex[2]